# Мон-сюр-Орн
Мон-сюр-Орн (фр. Monts-sur-Orne) — муніципалітет у Франції, у регіоні Нижня Нормандія, департамент Орн. Мон-сюр-Орн утворено 1 січня 2018 року шляхом злиття муніципалітетів Гуле, Монгару i Сантії. Адміністративним центром муніципалітету є Гуле. Населення — 873 особи (01.01.2021).